# Bécsi Fiúkórus

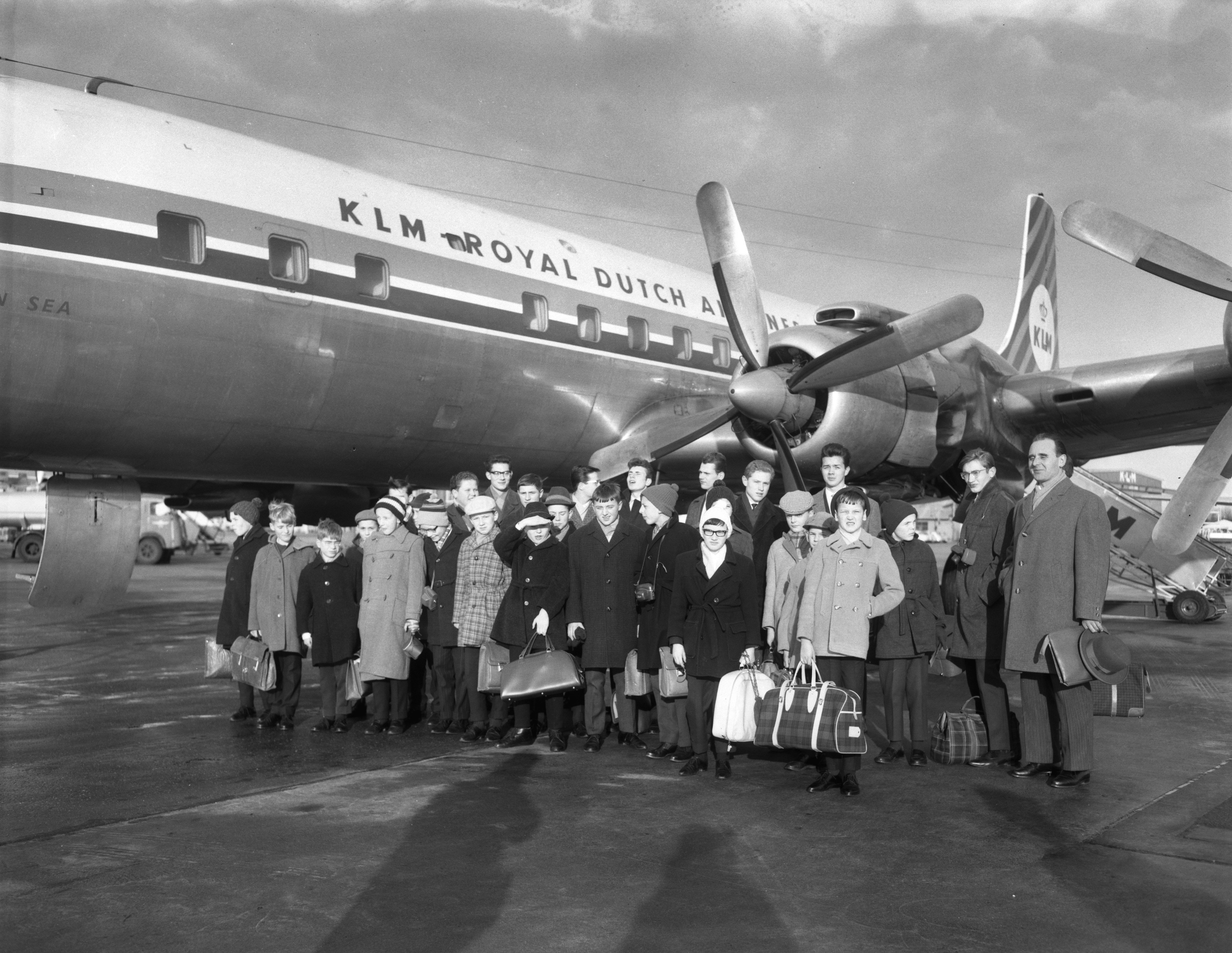
A Wiener Sängerknaben a Schiphol repülőtéren 1962-ben

A Bécsi Fiúkórus (németül: Wiener Sängerknaben) a világ legrégebbi kórusa. 1498-ban hozta létre I. Miksa német-római császár, hogy birodalmi kápolnájának saját énekesei legyenek. A szigorú szabályairól és kemény munkarendjéről ismert kórus öröksége a mai napig él; jelenleg két nemzetközi összetételű csoport járja a világot.
A hangversenyeken a fiúk mindig matrózruhákat hordanak.